# Деколонизация
Деколонизацията е исторически процес, който започва след края на Втората световна война и води до политическата независимост на колониите и териториите в Азия и Африка, както и в други региони, например в Карибско море и на острови в Тихия океан.
Този процес започва след зараждането на колониалните националистически движения, успоредно с развитието на интелектуалното движение в условията на постколониализъм.
След края на Втората световна война националистическите движения в колониите довеждат докрай борбата си за признаване на националната идентичност и за държавна независимост. Процесът на деколонизация зачерква резултатите от колониалната експедиция през XIX и XX век на империи като Британската и Френската, освобождава от статута им на колониални сили Испания, Нидерландия, Белгия, Португалия. Националноосвободителната борба предизвиква ренесанс на културната идентичност на цели древни народи, като впоследствие се създават движения като общоарабско, панафриканско, източноазиатско.

## Америка
В края на XVIII век, в резултат на Американската революция, са възниква САЩ, като заедно с нея и Хаитянската революция започва деколонизация на Америка. Тя е последвана от множество революции, прераснали във войни за независимост в Латинска Америка в началото на XIX век. Между 1811 и 1825 г. независимост от Испания и Португалия извоюват Парагвай, Аржентина, Чили, Велика Колумбия, Обединени провинции на Централна Америка, Мексико, Бразилия, Перу и Боливия. След като Доминиканската република извоюва независимостта си от Хаити, тя отново става зависима от Испания през 1861 г., но четири години по-късно успява да извоюва независимостта си отново. Последният епизод от военната деколонизация на Америка е Испано-американската война от 1898 г., вследствие на която Куба и Пуерто Рико преминават под суверенитета на САЩ.
САЩ осъществяват мирна деколонизация с покупката на Луизиана през 1803 г., на Флорида от Испания - през 1819 г., на Аляска от Русия - през 1867 г., и на датските колонии - през 1916 г., като територията им придобива днешния си облик. Канада получава право на самоуправление от английското правителство през 1839 г., като след това става доминион, а през 1931 г. извоюва независимостта си от Обединеното кралство.
Европейските колонии в района на Карибско море получават независимост по мирен път доста след края на Втората световна война: Ямайка и Тринидад и Тобаго през 1962 г., а Гвиана и Барбадос - през 1966 г. През 1970-те Бахамските острови, Гренада, Доминика, Сейнт Лусия, Сейнт Винсент и Гренадини получават независимост от Обединеното кралство, а Суринам - от Нидерландия. През 1980-те в независими държави се превръщат и Белиз, Антигуа и Барбуда и Сейнт Китс и Невис.

## Индия
Процесът на деколонизация се увенчава с първия си успех в Индия. Политическата традиция на легалната борба за национална независимост там датира от 1885 г. и се свързва с партията Индийски конгрес. От края на 1920-те години се ръководи от Джавахарлал Неру. Освободени от затвора през 1945 г., дейците на партията очакват новото лейбъристко правителство на Великобритания да признае независимостта на Индия. Началото на антианглийските демонстрации през 1946 г. е съпроводено и с началото на действията на Мюсюлманската лига за създаване на самостоятелна държава на мюсюлманите – Пакистан. Етническите сблъсъци и безредици принуждават британската колониална администрация да обнародва законопроект „За предаване на властта в Индия“, който предвижда разделението на Индия на две части със статут на доминиони. Този акт влиза в сила след гласуване в британския парламент. На 15 август 1947 г. в Делхи е създадено индийско правителство начело с Джавахарлал Неру. Следващата стъпка по пътя на независимостта е направена през 1949 г., когато е приета нова Конституция на страната и е отменен статутът ѝ на британски доминион. Успоредно с процесите в Индия, близо 90 милиона мюсюлмани полагат основите на ислямската държава Пакистан.
Двете страни водят помежду си три войни – през 1948, 1965 и 1971 г., като в резултат на последната от Пакистан се отделя Източна Бенгалия. Основана е новата република Бангладеш с първи министър-председател Муджибур Рахман.